# Willem Vervoort
Willem Vervoort (Schiedam, 12 juni 1917 - Leiden, 18 augustus 2010) was een Nederlands zoöloog die onder meer directeur was van het Rijksmuseum van Natuurlijke Historie (thans Naturalis) te Leiden.

## Biografie
Vervoort studeerde van 1936 tot 1941 biologie te Leiden en doctoreerde er in 1946 onder Hilbrand Boschma met een thesis over de "Copepoda van de Snellius-expeditie" (een wetenschappelijke expeditie naar de zeeën rond Nederlands-Indië in 1929-30). Hij was in 1941 benoemd tot assistent en werd later curator van de afdeling ongewervelden (met uitzondering van geleedpotigen en weekdieren) van het Rijksmuseum te Leiden. In de periode 1946 tot 1948 reisde hij tweemaal naar Antarctica met Nederlandse walvisvaarders. Van 1950 tot 1959 was hij "wetenschappelijk ambtenaar", later "wetenschappelijk hoofdambtenaar" in het zoölogisch laboratorium van de universiteit van Leiden. In 1959 keerde hij terug naar het museum, waar hij in 1970 benoemd werd tot assistent-directeur en in 1972 tot directeur. Hij was daarnaast ook buitengewoon hoogleraar in de systematische zoölogie aan de universiteit. Na zijn pensionering in 1982 behield hij een werkplek in het museum en bleef zijn wetenschappelijk werk voortzetten tot kort voor zijn overlijden.
Bij zijn pensionering werd hij geridderd tot Ridder in de Orde van de Nederlandse Leeuw.

## Werk
Vervoort was een specialist op het gebied van de taxonomie van eenoogkreeftjes (Copepoda) en neteldieren (Cnidaria), waaronder de hydroïdpoliepen (Hydrozoa). Hiervoor nam hij onder meer deel aan expedities naar de zeeën rond Suriname, Curaçao en de Kaapverdische eilanden. Hij beschreef ongeveer 200 nieuwe taxa, vaak in samenwerking met buitenlandse collegae.

## Eponiemen
Het schildwespengeslacht Vervoortihelcon is naar Willem Vervoort genoemd, evenals het hydroïdpoliepengeslacht Wimveria. Daarnaast hebben tientallen, vooral Cnidaria- en Copepoda-soorten als eerbetoon aan Vervoort het epitheton vervoorti in hun binomen.